# 亨利十六世 (巴伐利亞)

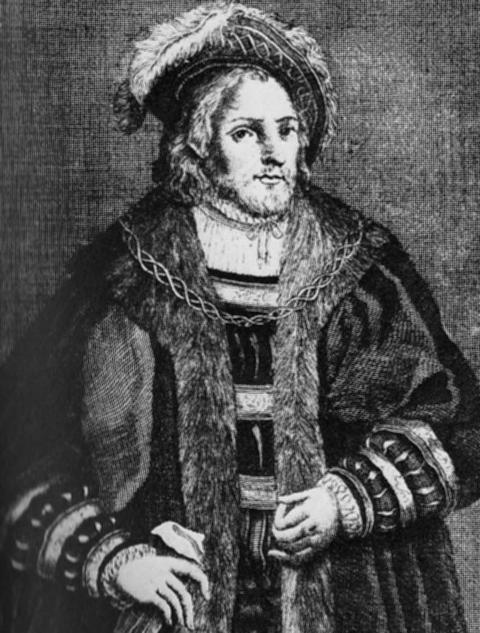
巴伐利亞-蘭茨胡特公爵亨利十六世

亨利十六世（德語：Heinrich der Reiche, Herzog von Bayern-Landshut，1386年—1450年7月30日），維特爾斯巴赫家族成員，巴伐利亞-蘭茨胡特公爵（1393年—1450年在位）。巴伐利亞-蘭茨胡特公爵（智者）弗里德里希與妻子米蘭公爵貝爾納波·維斯孔蒂的女兒瑪達萊娜·維斯孔蒂的長子。

## 早年
1392年，父親弗里德里希與他的兄弟斯特凡三世及約翰二世將巴伐利亞公國 （除巴伐利亞-施特勞賓外）分成三份。弗里德里希分得巴伐利亞-蘭茨胡特。一年後，父親逝世，年僅七歲的亨利十六世繼承為巴伐利亞-蘭茨胡特公爵。巴伐利亞-蘭茨胡特是巴伐利亞公國內經濟實力最強的地區，所以亨利十六世成為15世紀統治巴伐利亞-蘭茨胡特的三位著名富豪中的首位，他們的住所是蘭茨胡特的特勞尼茨城堡，這座城堡的防禦工事規模宏大。

## 巴伐利亞公爵
即位後，亨利十六世因為年幼，所以先後由伯父斯特凡三世丶叔父約翰二世（約翰二世於1397年逝世後，由堂兄恩斯特和威廉取代及其母親瑪達萊娜·維斯孔蒂攝政。直至1404年，母親逝世後，亨利十六世才能親政。親政後，亨利十六世通過憲法，將城市的決定取決於他的批准。亨利十六世保留自己任命法官、司庫和市議員的權利，並禁止工會。1408年，亨利十六世與蘭茨胡特的市民發生糾紛。他召集並俘虜所有議員，及將他們驅逐出境。這導致1410年蘭茨胡特市的起義，他是通過背叛及時發現的。他將五十個蘭茨胡特市內家族成員處決、致盲或驅逐出境，並沒收他們的財產。同時，他開始擴大他在蘭茨胡特的居所，即上述的特勞尼茨城堡。
亨利十六世不僅繼承維斯孔蒂家族的黑髮特徵，而且亦繼承了維斯孔蒂家族的專橫性情，他於1410年殘酷地鎮壓蘭茨胡特市民的起義，並在與堂兄巴伐利亞-因戈爾施塔特公爵路易七世的戰爭中獲勝。他團結了路易七世的敵人而於1414年成立長尾小鸚鵡協會及於1415年成立康斯坦茨聯盟。路易七世質疑亨利十六世的來歷，並聲稱他是一位與母親有關係的廚師的後裔，亨利十六世認為這是致命的侮辱。其後亨利十六世派人企圖暗殺路易七世，但是被他倖免於難。
1425年，巴伐利亞-施特勞賓公爵約翰三世逝世，施特勞賓-荷蘭的維特爾斯巴赫家族斷絕，亨利十六世與堂兄弟路易七世、巴伐利亞-慕尼黑公爵恩斯特和威廉最終於1429年將巴伐利亞-施特勞賓分割。其後，亨利十六世與路易七世的兒子路易八世結盟，並於1443年將路易七世囚禁在布格豪森。路易八世及路易七世分別於1445年及1447年逝世後，巴伐利亞-因戈爾施塔特公國移交給亨利十六世，並與巴伐利亞-蘭茨胡特合併。1450年，亨利十六世逝世，不確定是否與當時記載的鼠疫有關 。亨利十六世被埋葬在Seligenthal修道院中，其後由亨利十六世唯一倖存兒子路易九世繼位。
在位期間，亨利十六世提高關稅，並於1433年推出自己的蘭茨胡特硬幣；他亦保護猶太人成為經濟的資助者，因此支持在蘭茨胡特建立活躍的猶太人社區。亨利十六世分別於1410/11和1422/23兩次前往普魯士。
亨利十六世為了擴大其自由將妻子驅逐至布格豪森城堡。其後他的兒子路易九世和孫子格奧爾格亦繼承這一傳統，儘管格奧爾格和他的妻子波蘭公主海德葳·雅蓋隆而言，婚姻生活異常和諧。

## 家庭
亨利十六世於1412年11月25日在蘭茨胡特與哈布斯堡王朝奧地利大公阿爾布雷希特四世的女兒瑪格麗特結婚。他們有六名兒女：
1. 喬安娜（1413年－1444年7月20日於莫斯巴赫），於1430年與普法爾茨-莫斯巴赫公爵奧托一世（英语：Otto I, Count Palatine of Mosbach）（羅馬人民的國王魯普雷希特第六子）在布格豪森結婚。
2. 阿爾布雷希特（1414年於布格豪森–約1418年）
3. 弗雷德里克（1415年－1416年6月7日於布格豪森）。
4. 路易（1417年2月23日至1479年1月18日於蘭茨胡特）
5. 伊麗莎白（1419年－1451年1月1日於蘭茨胡特），於1445年與符騰堡伯爵烏爾里希五世 (符騰堡)在斯圖加特結婚。
6. 瑪格麗特（生於1420年），是Seligenthal修道院的一名修女。